# Володимир Пасичник
Володимир Пасичник е украински дипломат, роден в Хмелницка област (УССР) в семейството на служещи. Завършва Харковския държавен университет и Висшата школа, Киев на Министерството на вътрешните работи на СССР.

## Дипломатическа кариера
Започва дипломатическата си кариера през 1993 г.
През 1993 – 1997 г. е съветник по консулските въпроси в Посолството на Украйна в Русия. След това между 2000 и 2004 г. е генерален консул, с дипломатически ранг съветник, в Посолството на Украйна в Словакия.
В периода 2004 – 2006 г. е главен съветник на Министерството на външните работи на Украйна. Заема ръководни постове в същото министерство.
От 11 април 2007 г. е генерален консул на Украйна във Варна.